# Bats (Landes)
Bats település Franciaországban, Landes megyében. Lakosainak száma 325 fő (2022. január 1.). Bats Aubagnan, Saint-Loubouer, Samadet, Urgons és Vielle-Tursan községekkel határos.

## Népesség
A település népességének változása:
| Lakosok száma | 239  | 232  | 238  | 263  | 316  | 304  | 304  | 313  | 317  | 325  |
|               | 1968 | 1982 | 1990 | 2006 | 2013 | 2015 | 2017 | 2019 | 2020 | 2022 |